# Lacinipolia agnata
Lacinipolia agnata är en fjärilsart som beskrevs av Smith 1905. Lacinipolia agnata ingår i släktet Lacinipolia och familjen nattflyn. Inga underarter finns listade i Catalogue of Life.